# Biskupi nikopolscy
Biskupi nikopolscy – administratorzy, biskupi diecezjalni i biskupi pomocniczy diecezji nikopolskiej.

## Biskupi

### Biskupi diecezjalni
| Lata urzędowania | Biskup | Biskup                      | Uwagi |
| ---------------- | ------ | --------------------------- | --- |
| 1776–1804        |        | Paweł Gaidadzhiyski         | |
| 1805–1814        |        | Francesco Maria Ferreri CP  | |
| 1815–1822        |        | Fortunato Maria Ercolani CP | następnie biskup diecezjalny Civita Castellana, Orte e Gallese                                                                         |
| 1825–1847        |        | Giuseppe-Maria Molajoni CP  | |
| 1847–1863        |        | Angelo Parsi CP             | |
| 1863–1870        |        | Antonio Giuseppe Pluym CP   | następnie arcybiskup tytularny Tyany                                                                                                   |
| 1870–1883        |        | Ignatius Paoli CP           | następnie arcybiskup metropolita Bukaresztu                                                                                            |
| 1883–1893        |        | Ippolito Agosto CP          | |
| 1895–1913        |        | Henri Doulcet CP            | następnie biskup tytularny Ionopolis w latach 1913–1914, późniejszy arcybiskup tytularny Doclea                                        |
| 1913–1915        |        | Leonardo Baumbach CP        | następnie biskup tytularny Soli |
| 1915–1946        |        | Damian Johannes Theelen CP  | |
| 1947–1952        |        | Eugeniusz Bosiłkow CP       | administrator apostolski sede vacante w latach 1946–1947, następnie biskup diecezjalny nikopolski, błogosławiony Kościoła katolickiego |
|                  |        | Nikola Kalchew              | administrator apostolski sede vacante w latach 1956–1964                                                                               |
|                  |        | Damian Talew                | administrator apostolski sede vacante w latach 1964–1975                                                                               |
| 1975–1977        |        | Wasko Sejrekow              | |
| 1978–1994        |        | Samuił Dżundrin AA          | |
| 1994–2020        |        | Petko Christow OFMConv      | |
| od 2021          |        | Strachił Kawalenow          | administrator apostolski sede vacante w latach 2020–2021, następnie biskup diecezjalny nikopolski                                      |

### Biskupi pomocniczy
| Lata urzędowania | Biskup | Biskup               | Uwagi                                                                             |
| ---------------- | ------ | -------------------- | --------------------------------------------------------------------------------- |
| 1901–1909        |        | Jacques Roissant     |                                                                                   |
| 1910–1913        |        | Leonardo Baumbach CP | koadiutor, następnie biskup diecezjalny nikopolski, od 1915 biskup tytularny Soli |